# Veronica bozakmanii
Veronica bozakmanii är en grobladsväxtart som beskrevs av M. Fischer. Veronica bozakmanii ingår i släktet veronikor, och familjen grobladsväxter. Inga underarter finns listade i Catalogue of Life.